# Homoneura unciclava
Homoneura unciclava är en tvåvingeart som beskrevs av Kim 1994. Homoneura unciclava ingår i släktet Homoneura och familjen lövflugor. Inga underarter finns listade i Catalogue of Life.